# Milagres (kommun i Brasilien, Ceará, lat -7,26, long -38,96)
Milagres är en kommun i Brasilien.   Den ligger i delstaten Ceará, i den östra delen av landet, 1 400 km nordost om huvudstaden Brasília. Antalet invånare är 28 317.
Följande samhällen finns i Milagres:
- Milagres

Omgivningarna runt Milagres är huvudsakligen savann. Runt Milagres är det ganska tätbefolkat, med 54 invånare per kvadratkilometer.